# سوتلانا باغداساریان
سوتلانا نرسسی باغداساریان (ارمنی: Սվետլանա Ներսեսի Բաղդասարյան؛ انگلیسی: Svetlana Baghdasaryan؛ زادهٔ ۵ ژانویهٔ ۱۹۴۴) یک میکروب‌شناس  اهل ارمنستان است.

## زندگی‌نامه
در ۵ ژانویهٔ ۱۹۴۴ در گوریس به دنیا آمد و از دانشگاه دولتی ایروان فارغ‌التحصیل شد. 

## یادداشت
1. ↑  կենսաբանական գիտությունների դոկտոր